# Geschützter Landschaftsbestandteil Dorfteich in Estinghausen
Der Geschützte Landschaftsbestandteil Dorfteich in Estinghausen mit einer Flächengröße von 0,2 ha liegt im Weiler Estinghausen im Stadtgebiet von Sundern. Das Gebiet wurde 1993 mit dem Landschaftsplan Sundern durch den Kreistag des Hochsauerlandkreises als Geschützter Landschaftsbestandteil (LB) ausgewiesen.

## Gebietsbeschreibung
Es handelte sich um einen Dorfteich von 10 × 25 m Größe. Um den Teich steht eine Uferhochstaudensaum. Auf dem Teich wachsen Wasserlinsen. Eine kleine Nasswiese gehört zum LB.

## Schutzzweck
Der Landschaftsplan Sundern führt zu geschützte Landschaftsbestandteilen aus: „Alle geschützten Landschaftsbestandteile sind kulturbetonte oder naturnahe Landschaftsteile, die sich mit ihrem eigenständigen Charakter deutlich von der sie umgebenden Wald- und Feld-Landschaft unterscheiden. Der besondere Schutz dieser Kleinstrukturen ist wegen ihrer hervorgehobenen Position für die Leistungsfähigkeit des Naturhaushaltes und / oder für die Attraktivität des Landschaftsbildes erforderlich. Die LB-Festsetzung trägt der landschaftlichen Bedeutung der Objekte Rechnung, die sie über das „normale“ landschaftliche Inventar eines Landschaftsschutzgebietes heraushebt.“ Der Landschaftsplan Sundern führt zum LB Dorfteich in Estinghausen speziell  aus: „Lokale Bedeutung für die Belebung des Orts- und Landschaftsbildes; wertvoll für Amphibien und Libellen; Refugialbiotop; hohe strukturelle Vielfalt; Schutz des Gewässers vor Nährstoffeinträggen aus umgebender Intensivierung.“

## Verbote und Gebote
Wie bei allen geschützten Landschaftsbestandteilen besteht nach § 29 Abs. 2 BNatschG das Verbot dieses zu beschädigen, auszureißen, auszugraben oder Teile davon abzutrennen oder auf andere Weise in seinem Wachstum oder Erscheinungsbild zu beeinträchtigen. Eine ordnungsgemäße Pflege ist vom Verbot ausgenommen. Es ist auch verboten Stoffe oder Gegenstände im Bereich des Geschützten Landschaftsbestandteils anzubringen, zu lagern, abzulagern, einzuleiten oder sich ihrer in anderer Weise zu entledigen, die das Erscheinungsbild oder den Bestand des Geschützten Landschaftsbestandteils gefährden oder beeinträchtigen können. Dies gilt auch für organische oder mineralische Düngemittel und Futtermittel. Es wurden die speziellen Verbote erlassen den Teich als Fischgewässer zu nutzen; die Nasswiese zu beweiden und den Dorfteich anders zu nutzen.
Es wurde die Gebote festgesetzt den Teich im sektoralen Turnus von fünf Jahren jeweils nach dem 1. September zu entschlammen; das Grünland sektoral im Turnus von drei Jahren nach dem 1. September zu mähen und dabei das Mähgut abzufahren; das LB ortsüblich einzuzäunen.